# Mapamundis antics

Reconstrucció del mapa d'Hecataeus

Els mapamundis antics abasten les representacions del món des de l'antiguitat clàssica a l'època dels descobriments i el naixement de la geografia moderna.
Els primers mapes mundials coneguts es remunten a l'antiguitat clàssica, els exemples més antics encara són basats en el paradigma pla de la Terra. Els mapes del món assumint una Terra esfèrica apareixen per primera vegada en el període hel·lenístic. El desenvolupament de la geografia grega durant aquest temps, notablement per Eratòstenes i Posidoni, van culminar en l'època romana, amb el mapa mundial de Ptolemeu (segle ii), que es mantindrà autoritzat durant tota l'edat mitjana.
Des de Ptolemeu, el coneixement de la grandària aproximada del globus permeté als cartògrafs estimar l'abast del seu coneixement geogràfic, i indicar parts del món conegudes que existeixen però que encara no s'han explorat, com a Terra Incògnita. Amb l'edat dels descobriments, durant els segles XV al XVIII, els mapes mundials es van fer cada vegada més precisos; l'exploració de l'Antàrtida i l'interior d'Àfrica pels mapes occidentals es van deixar per al segle xix i principis del xx.

## Imago Mundibabilònic (aproximadament VI aC)

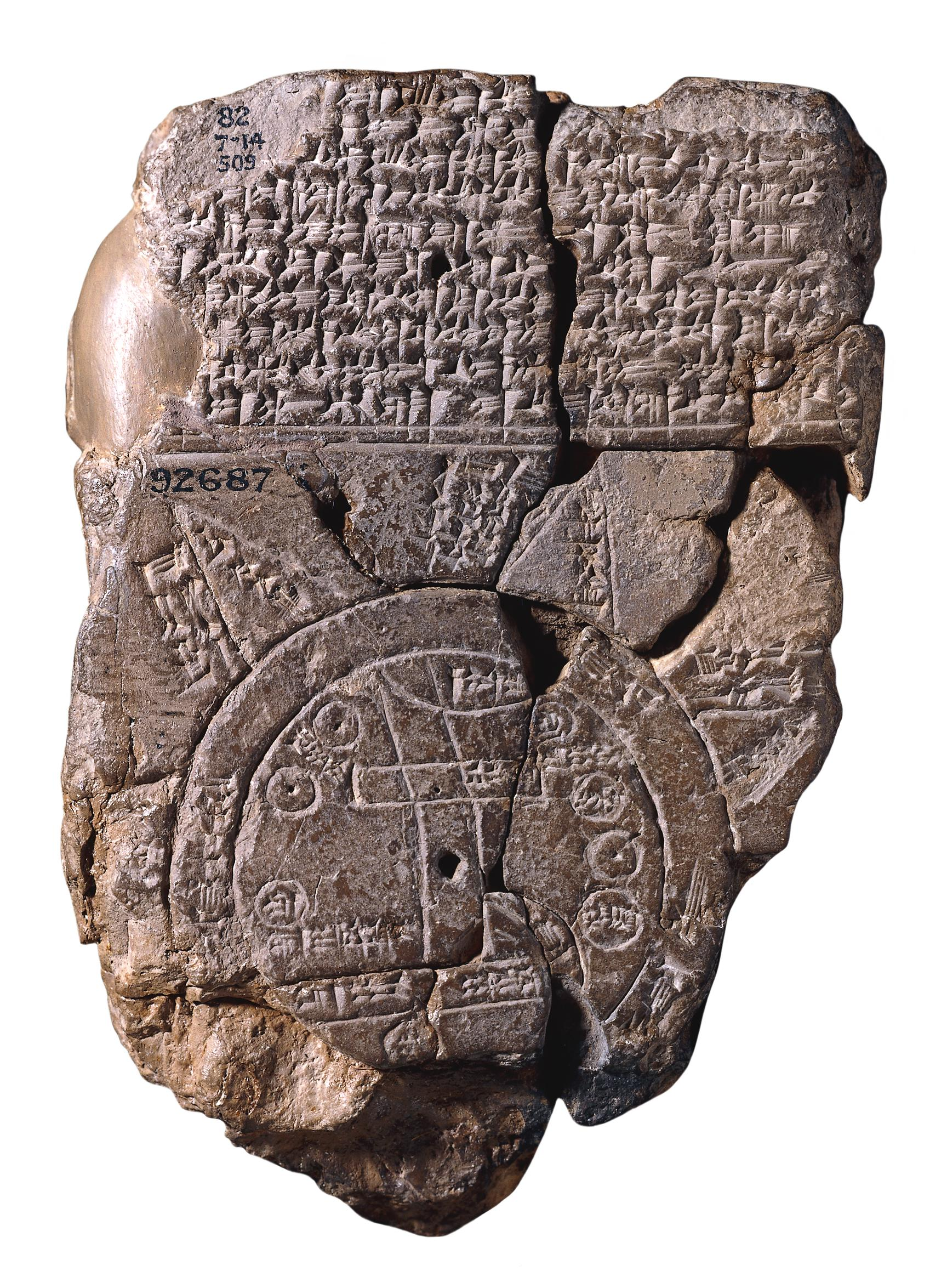
Imago Mundi, Babilònia

El mapa de Babilònia conegut com a Imago Mundi és el mapamundi més antic conegut (segle VI aC). El mapa reconstruït per Eckhard Unger mostra Babilònia i el riu Eufrates, envoltat d'una terra circular que mostra Assíria, Urartu (Armènia) i diverses ciutats, al seu torn envoltades d'un "riu amarg" (Oceanus), amb vuit regions perifèriques (nagu) disposades al seu voltant en forma de triangles, tot afaiçonant un estel en el seu conjunt. El text adjunt esmenta una distància de set beru entre les regions perifèriques. Les descripcions de cinc d'elles han sobreviscut:
La tercera regió és on "l'au alada no acaba el seu vol", és a dir, no pot arribar a la quarta regió: "la llum és més brillant que la del capvespre o les estrelles": es trobava al nord-oest, i després del capvespre a l'estiu era gairebé semidescoberta.
La cinquena regió, situada al nord, es troba en total foscor, una terra "on no s'hi veu" i "el sol no és visible".
La sisena regió: "on viu un bou brau i ataca el nouvingut". La setena regió es troba a l'est i és "on apareix el matí". Un paràgraf final resumeix: "En les vuit regions" (nagu) de les quatre ribes (kibrati) de la te [rra...], ningú sap el seu interior".

## Anaximandre (c. 610 - 546 aC)

Reconstrucció del mapa d'Anaximandre

Anaximandre (mort el 546 aC) acredita haver creat un dels primers mapes del món, que era de forma circular i mostrava les terres conegudes del món agrupades al voltant del mar Egeu al centre. Tot això era envoltat per l'oceà.

## Hecateu de Milet (c. 550 - 476 aC)

Mapa d'Hecateu

Hecateu de Milet (mort l'any 476 aC) acredita un treball titulat Ges Periodos, en dos llibres cadascú, organitzat a manera d'un periple, punt a punt. És en essència un periple de la Mediterrània, que descriu al seu torn cada regió i arriba fins al nord d'Escítia. L'altre llibre, sobre Àsia, és disposat de manera semblant al Periple pel mar d'Ertrea, del qual es conserva una versió del segle I dC.
Hecateu va descriure els països i els habitants del món conegut; el relat d'Egipte era particularment complet: la matèria descriptiva anava acompanyada d'un mapa basat en el mapa de la terra d'Anaximandre, que va corregir i ampliar. Només sobreviuen uns 374 fragments d'aquesta obra, esmentada en el lèxic geogràfic Ethnika compilat per Esteve de Bizanci.

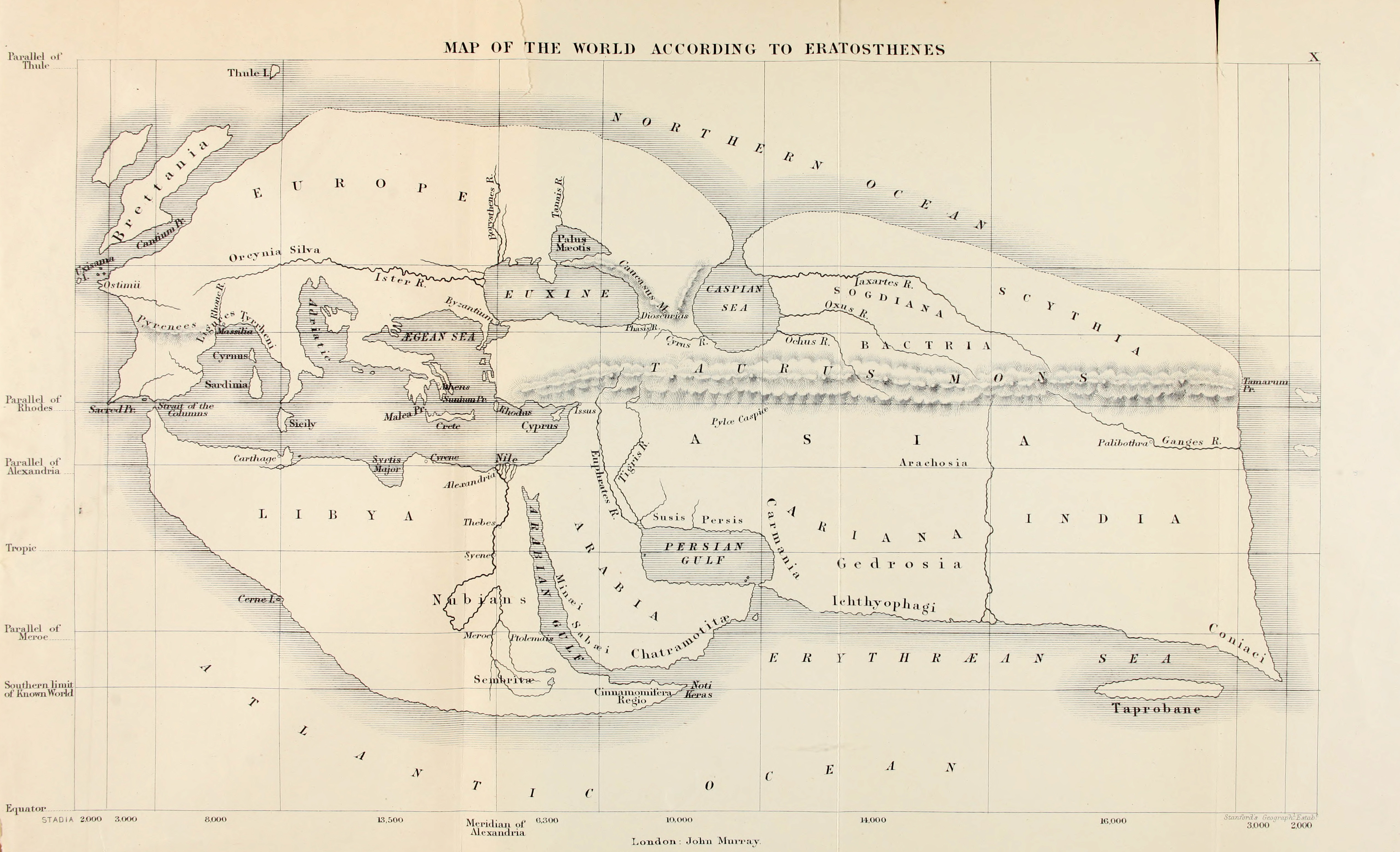
Reconstrucció del mapa d'Eratòstenes del 200 aC feta el 1883

## Eratòstenes (276-194 aC)
Eratòstenes (276-194 aC) va elaborar un mapamundi millorat: incorporà informació sobre les campanyes d'Alexandre el Gran i els seus successors. Àsia es va fer més àmplia, reflectint la nova comprensió de la grandària real del continent. Eratòstenes també va ser el primer geògraf a incorporar paral·lels i meridians dins de les representacions cartogràfiques, demostrant la seva comprensió de la naturalesa esfèrica de la terra.

## Mapamundi de Posidoni (150 - 130 aC)

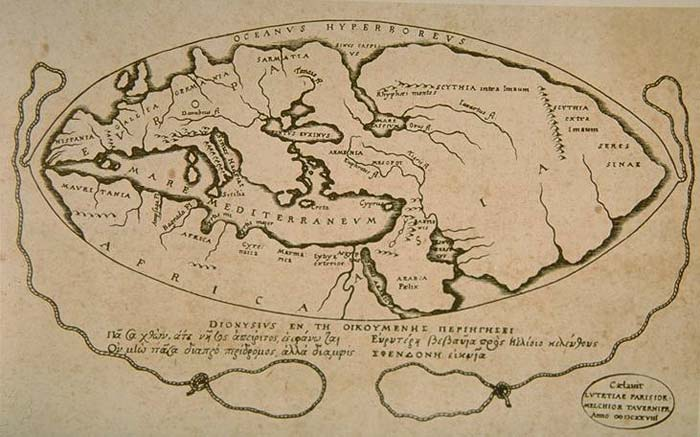
El mapamundi de Posidoni (150-130 aC)

Mapa del món d'acord amb les idees de Posidoni (150-130 aC), elaborat pels cartògrafs del segle xvi Bertius Petrus i Melchior Tavernier el 1628. Molts dels detalls d'aquest mapa no podien haver estat coneguts per Posidoni, més aviat és el fruit de Bertius-Tavernier per mostrar el resultat de les idees de Posidoni sobre les possibles posicions dels continents.

## Mapamundi de Ptolemeu

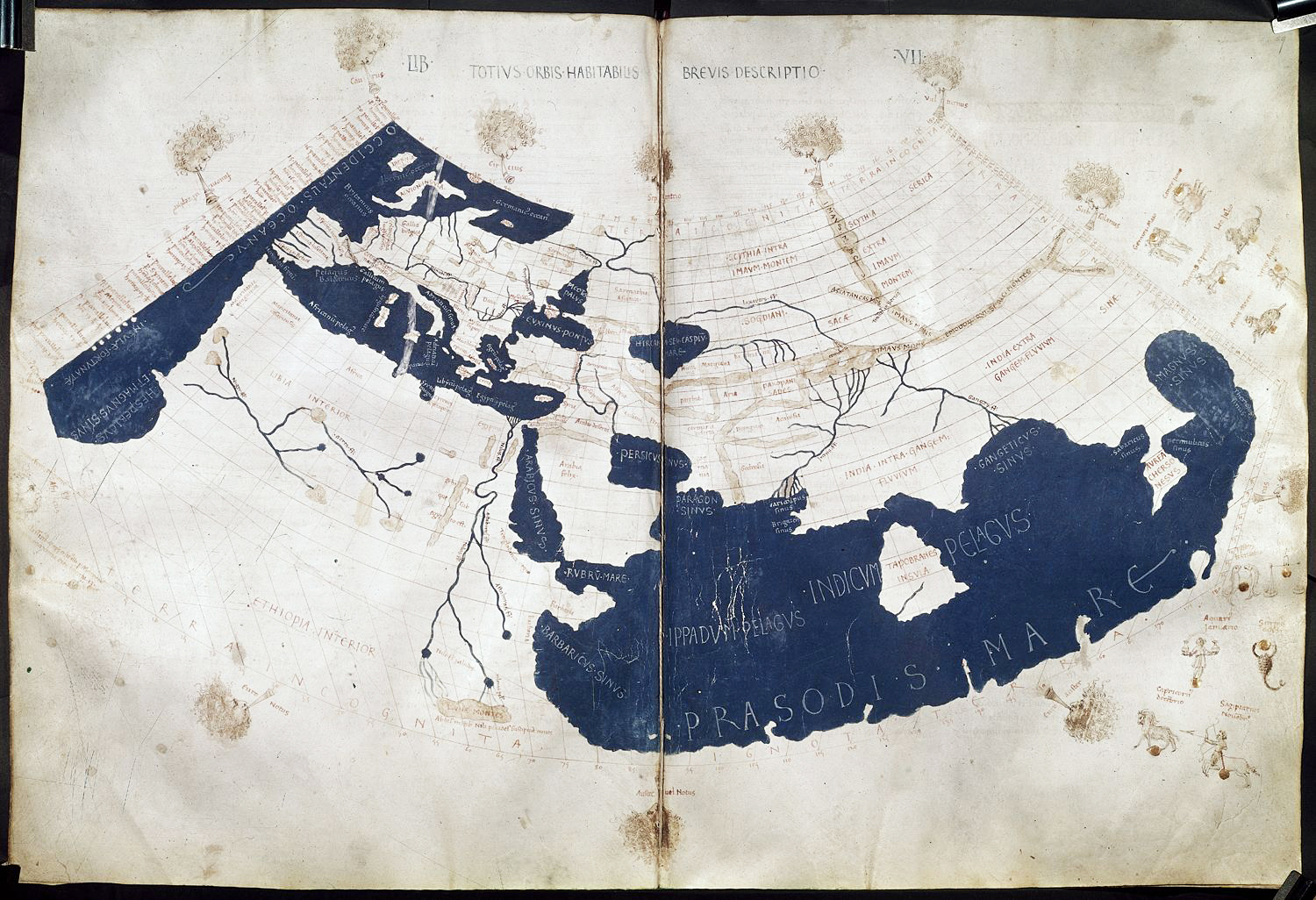
El mapamundi de Ptolemeu (cap a 150)

El mapamundi de Ptolemeu  és un mapa que es va basar en la descripció del món recollida en el llibre  Geographia de Ptolemeu, escrit cap a l'any 150. Encara que mai s'hagin trobat autèntics mapes de Ptolemeu, la seva Geographia conté milers de referències a diverses parts del món antic amb coordenades per a la seva major part, la qual cosa va permetre que els cartògrafs poguessin reconstruir la visió ptolemaica del món quan els seus manuscrits van ser redescoberts al voltant de l'any 1300.

## Mapamundi del beat de Lièbana (1050)

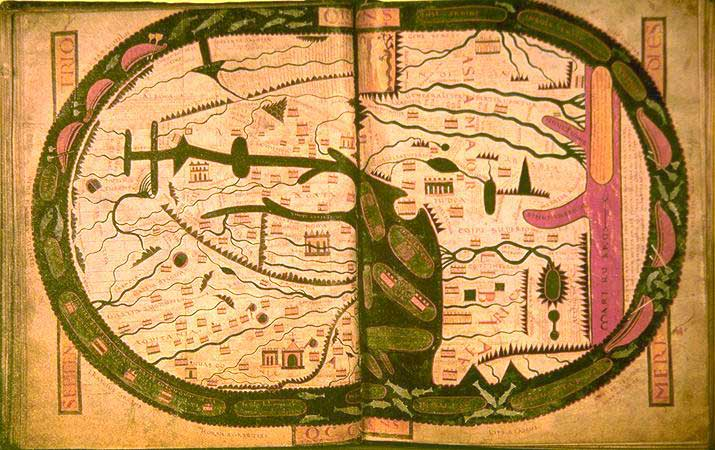
Mapamundi del Beat de Saint-Sever.

El beat de Lièbana (730-798) va ser un monjo i teòleg ibèric. Avui en dia és sobretot recordat per ser l'autor del Comentari a l'Apocalipsi, publicat al 776. Aquest Comentari conté també un dels mapamundis més antics de la història. Tot i que el manuscrit original, així com el mapa, no han arribat als nostres dies, algunes còpies van quedar-ne en diversos manuscrits existents.
El mapa no té un caràcter exclusivament geogràfic, tot i que sí que representa una visió geogràfica del món-creada per Ptolemeu-, sinó que és fet per tal d'assenyalar gràficament el lloc que correspon a cada un dels apòstols cristians en la seva tasca missional entre els pobles.
Va mantenir correspondència amb Alcuí de York i va prendre partit en la controvèrsia adopcionista: criticà les opinions de Fèlix d'Urgell i Elipa de Toledo.

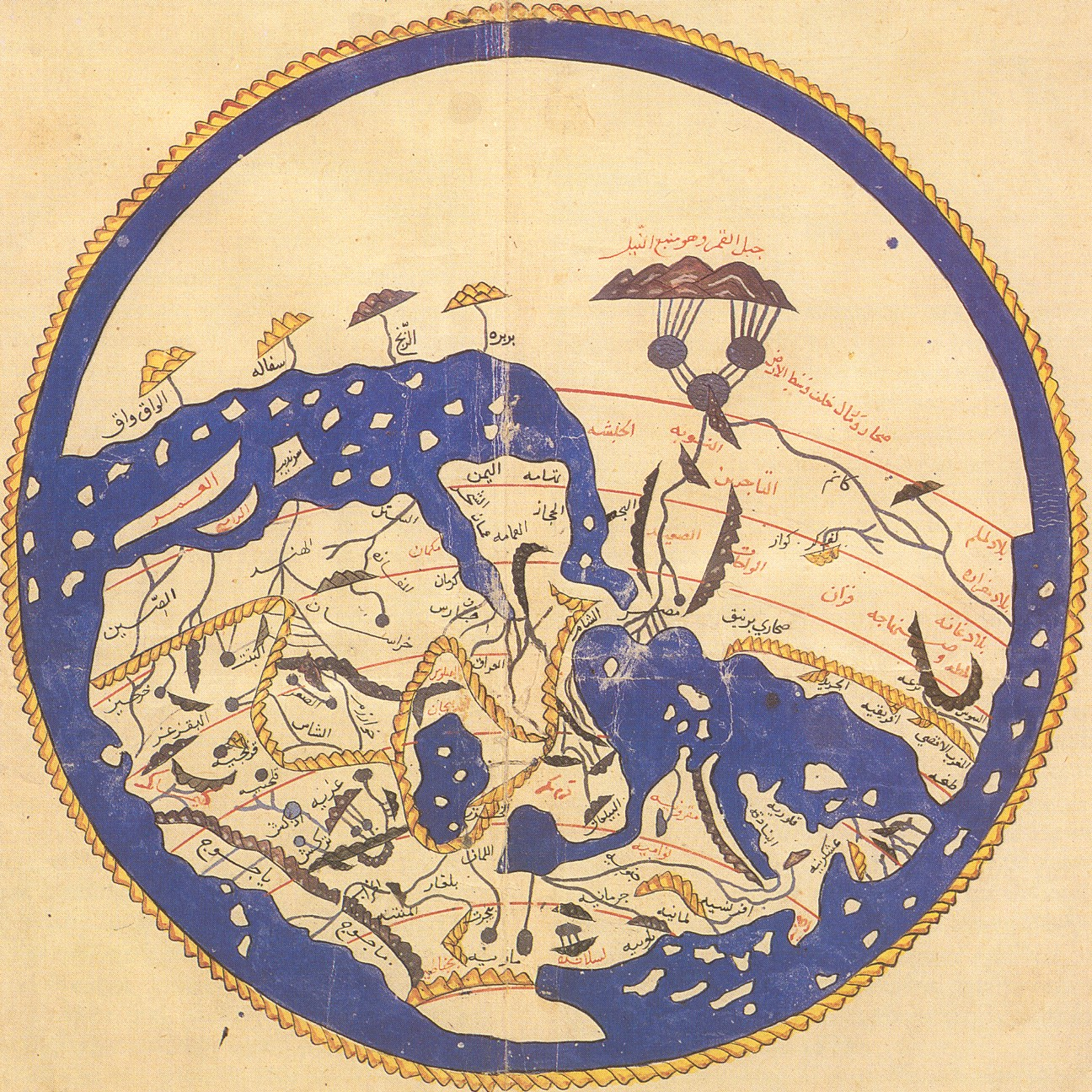
Mapa d'Al-Idrisi

## Mapamundi d'Al-Idrisi (1154)
El mapa del geògraf àrab Al-Idrisi va incorporar els coneixements que els comerciants i exploradors àrabs havien acumulat a l'Àfrica i a l'oceà Índic que ja havien heretat dels geògrafs clàssics, creant així un dels mapes del món més exactes realitzats fins aleshores. Noteu que el pol nord es troba a la part inferior del mapa.

## Mapa de Vinland (seglexiii)

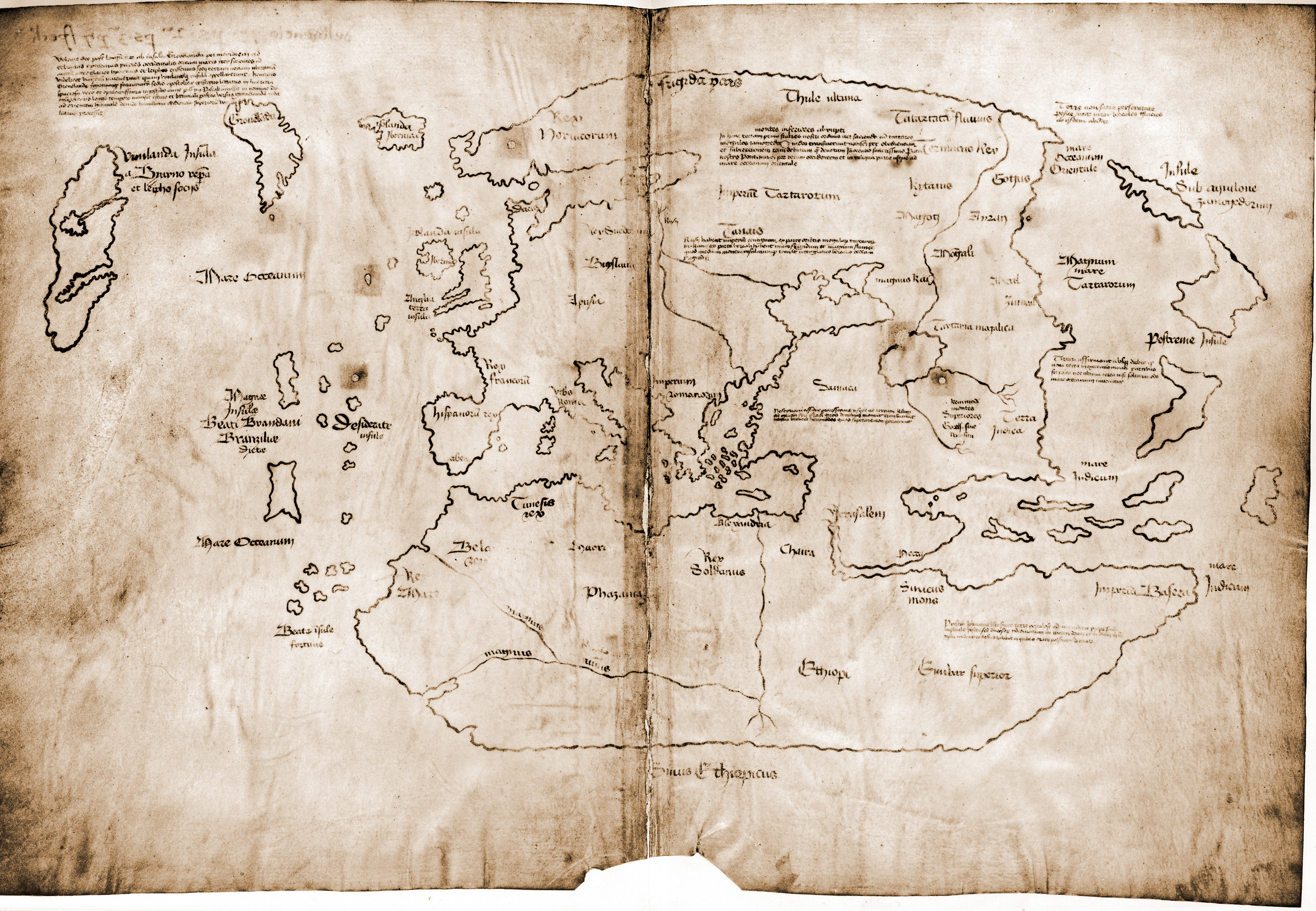
El mapa de Vinland

El mapa de Vinland probablement es tracta d'un mapamundi del segle xv redibuixat d'un original del segle xiii. La seva importància radica que, a més a més de mostrar l'Àfrica, Àsia i Europa, l'esquema representa un sector de terra en l'oceà Atlàntic anomenat Vinland.
El mapa deixa veure que aquesta terra va ser visitada el segle xi. Es creu que el mapa demostra que els exploradors vikings van descobrir i cartografiar el nou món abans que Cristòfor Colom ho fes el 1492.

## Mapamundi d'Hereford (1300)

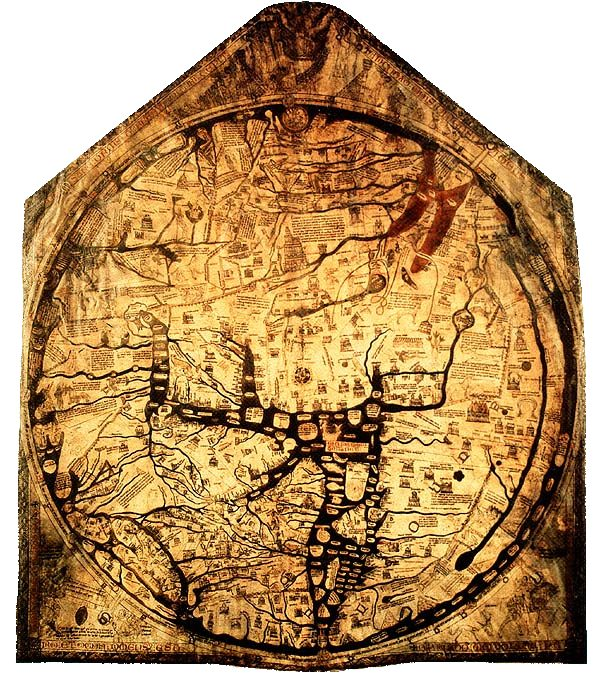
Mapa d'Hereford

El mapamundi d'Hereford és un mapa T-O que data aproximadament de l'any 1300. El mapa és signat per Richard de Holdingham o Lafford, dibuixat en un sol full de pergamí de 158 per 133 centímetres, escrit en tinta negra amb afegit de vermell i or, i blau o verd per a l'aigua (amb el mar Roig pintat de vermell). 

## Atles de Cresques (1375)

Una part de l'atles català de Cresques Abraham

L'Atles Català (1375) és el mapa cartogràfic català més important de l'edat mitjana, atribuït al jueu mallorquí Cresques Abraham. No és signat ni datat, i se sap que la data aproximada de producció és el 1375 pel registre que figura al calendari que l'acompanya.

## Mapa Kangnido (1402)

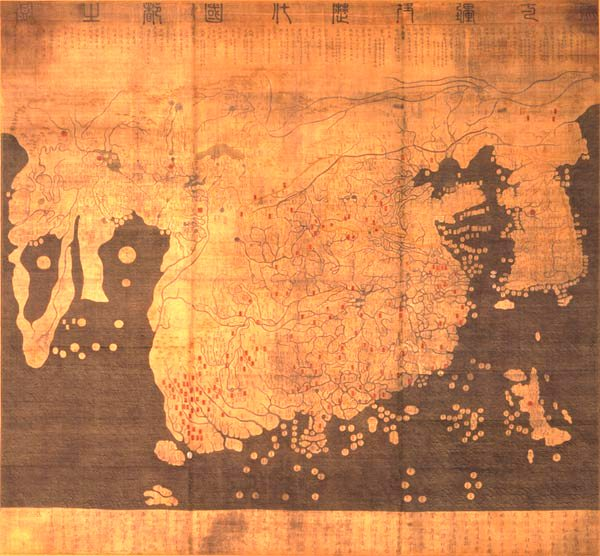
El mapa Kangnido, 1402

El mapa Kangnido («Mapa històric de països i ciutats») es va realitzar a Corea amb material xinès l'any 1402 per Gim Sa-hyeo, Li Mu (이무:李茂) i Li Hoi (이회). Descriu la totalitat del vell món, des d'Europa i Àfrica a l'oest, a Corea i Japó a l'est, amb una Xina de mida desproporcionat al centre. Es va realitzar en una època anterior als primers viatges d'exploració europeus i fins i tot dels famosos viatges de l'almirall xinès Zheng He, i deixa entreveure un profund coneixement geogràfic i campanyes d'exploració des de dates molt primerenques.

## Mapamundi de De Virga (1411-1415)

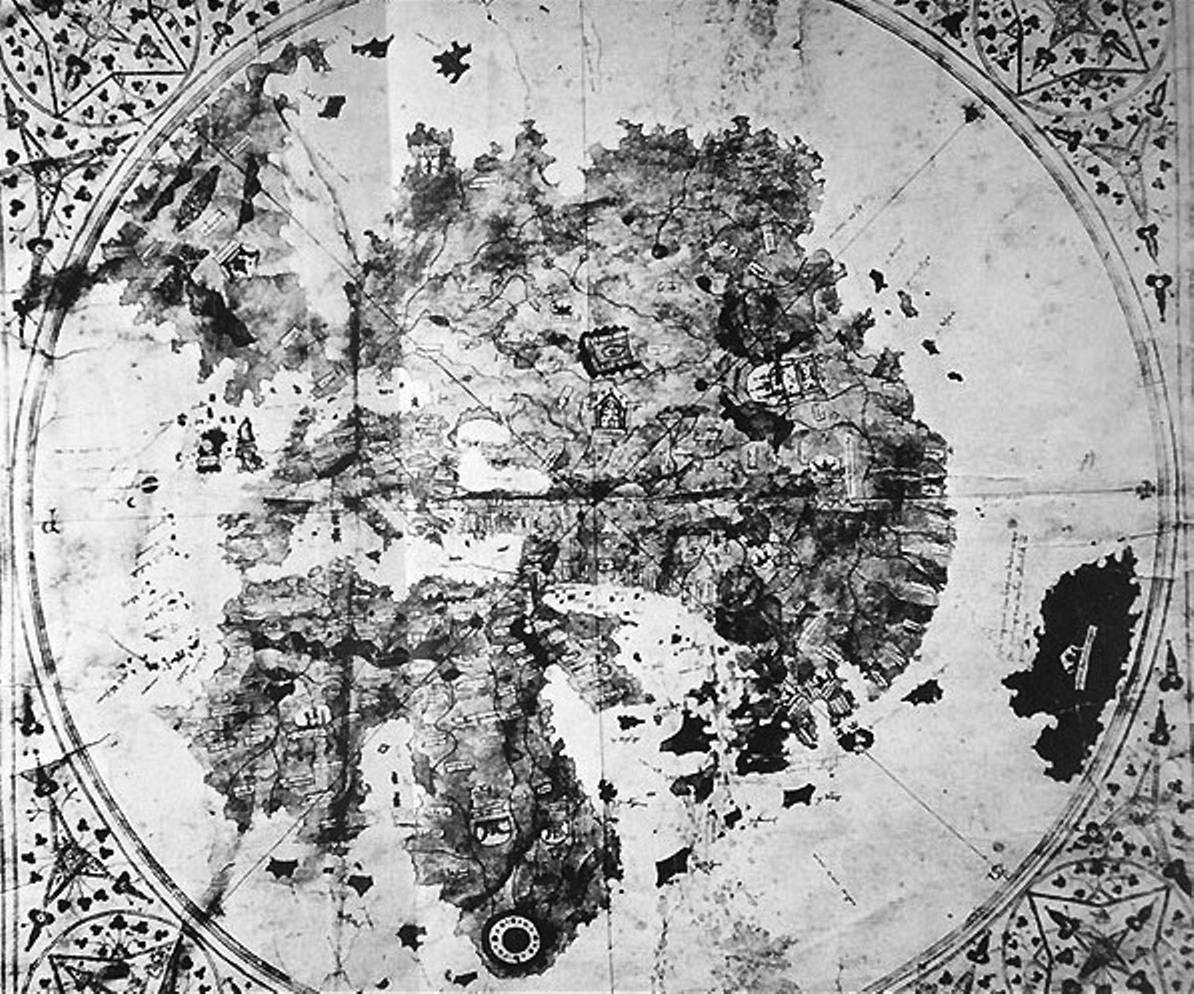
El mapamundi de De Virga (1411-1415)

El mapamundi de De Virga va ser realitzat per Albertino de Virga entre 1411 i 1415. A l'Albertino de Virga, venecià, se li coneix també per un mapa de la Mediterrània de 1409, fet també a Venècia. El seu mapamundi és circular, dibuixat en una peça de pergamí de 69,9 per 44 centímetres. És format pel mateix mapa en si i per una ampliació que conté un calendari i dues taules.

## Mapamundi de Bianco (1436)
L'atles d'Andrea Bianco, de 1436, comprèn deu fulls de pergamí i mesura 29 per 38 centímetres, amb una enquadernació del segle xviii. El primer foli conté la descripció de la regla de Marteloio per determinar el rumb, amb el cercle i quadrat, dues taules i dos diagrames. Els vuit fulls següents contenen diverses cartes nàutiques. La novena inclou un mapamundi circular de 25 centímetres de circumferència. I el foli final conté un mapamundi basat en la primera projecció de Ptolemeu. Alguns creuen que els mapes de Bianco van ser els primers a retratar fidelment les costes de Florida (com una gran península unida a una gran illa etiquetada com a Antillia. Bianco també va col·laborar amb fra Mauro en el seu mapamundi de l'any 1459.

## Mapamundi de fra Mauro (1459)

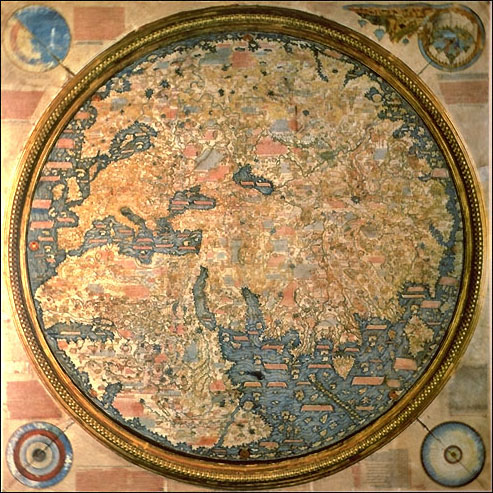
El mapamundi de fra Mauro (1459)

El mapamundi de fra Mauro es va crear entre 1457 i 1459 pel monjo venecià fra Mauro. És un planisferi circular dibuixat en pergamí i emmarcat en fusta, d'uns 2 metres de diàmetre. El mapamundi original, el va fer fra Mauro i el seu assistent Andrea Bianco, un mariner cartògraf al servei del rei Alfons V de Portugal. El mapa es va completar el 24 abril de 1459 i es va enviar a Portugal, però no es va conservar fins als nostres dies. Fra Mauro va morir l'any següent mentre realitzava una còpia del mapa per a la senyoria de Venècia, i la còpia va ser completada per Andrea Bianco.

## Mapa de Juan de la Cosa (1500)

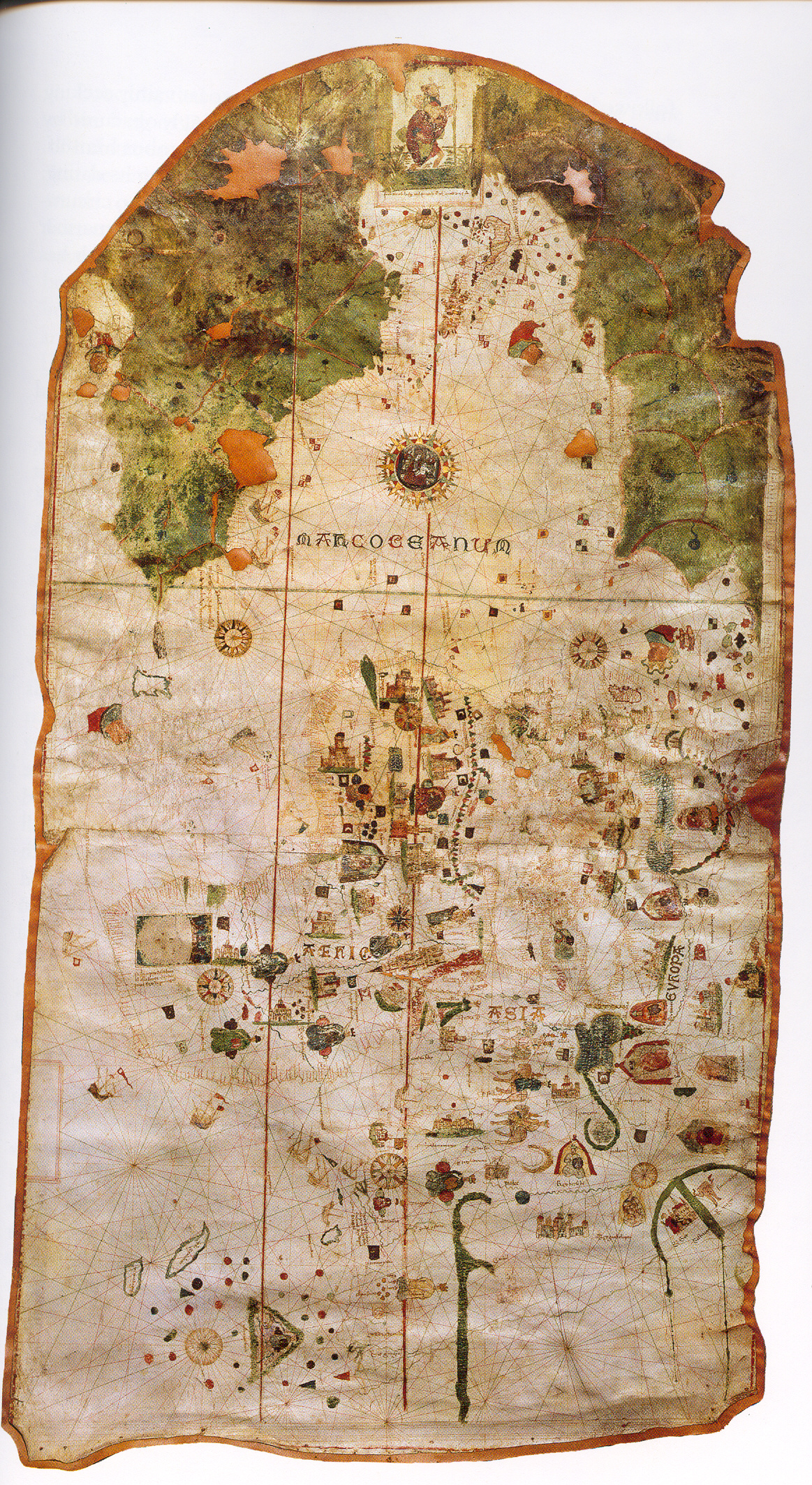
El nou món apareix a la part superior (en verd) i el vell món a la part central i inferior (en blanc)

El mapa de Juan de la Cosa és pintat en pergamí, de 93 cm d'alt per 183 d'amplada, que es conserva al Museu Naval de Madrid. Una inscripció diu que va ser realitzat pel marí Juan de la Cosa el 1500 a El Puerto de Santa María (Cadis). La seva rica decoració indica que probablement va ser fet per encàrrec d'algun membre poderós de la cort dels reis Catòlics.

## Planisferi de Cantino (1502)

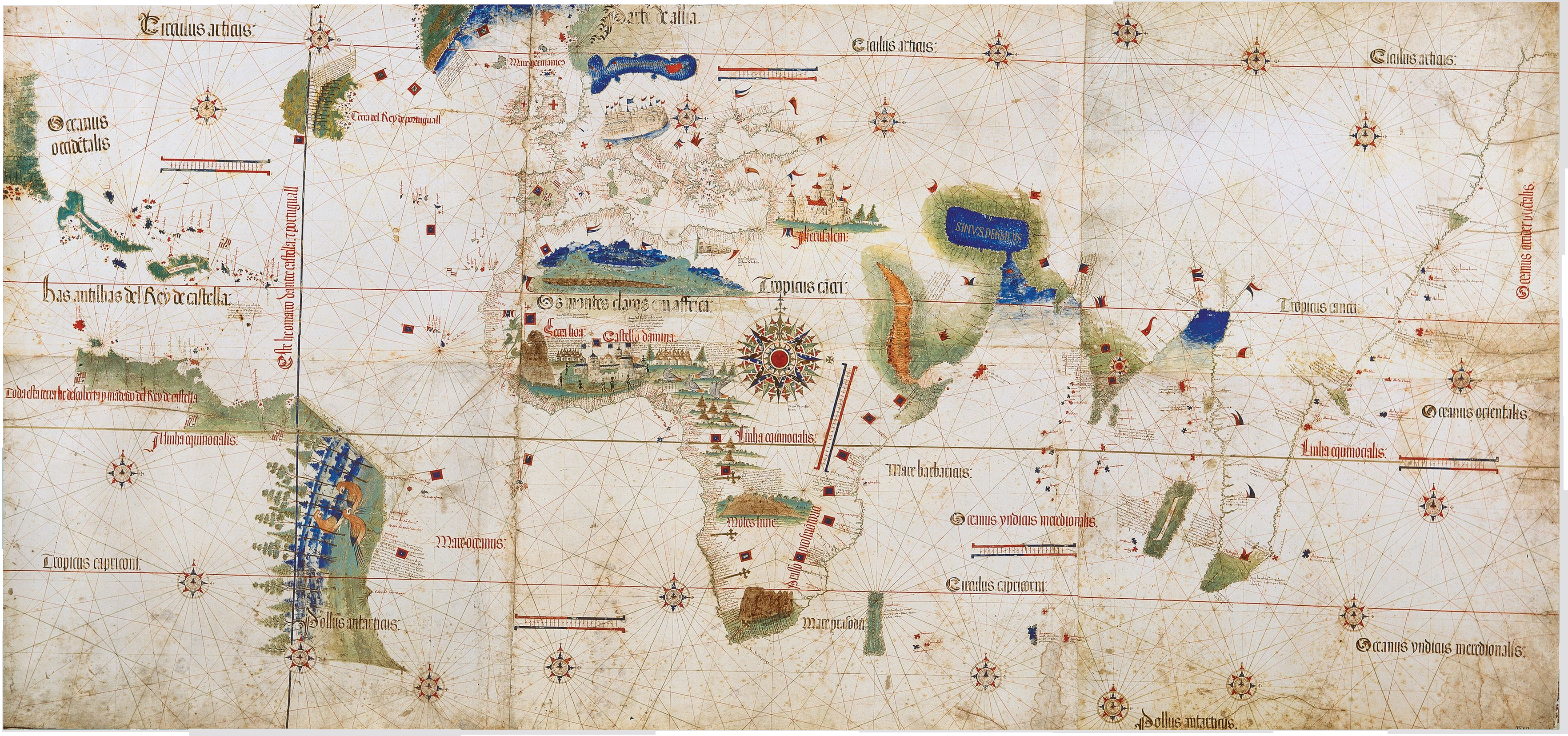
Planisferi de Cantino

El  mapamundi o planisferi de Cantino és el mapa més antic que mostra els descobriments portuguesos d'Orient i Occident. Rep el nom d'Alberto Cantino, un agent del duc de Ferrara que va aconseguir introduir-lo d'amagat a Itàlia des de Portugal a 1502. Aquest mapa és particularment notable pel fet que registra un (encara fragmentari) tros de la costa del Brasil, descobert accidentalment el 1500 per l'explorador portuguès Pedro Álvares Cabral i subseqüentment explorat per Gonçalo Coelho i Amerigo Vespucci.

## Mapa de Piri Reis (1513)

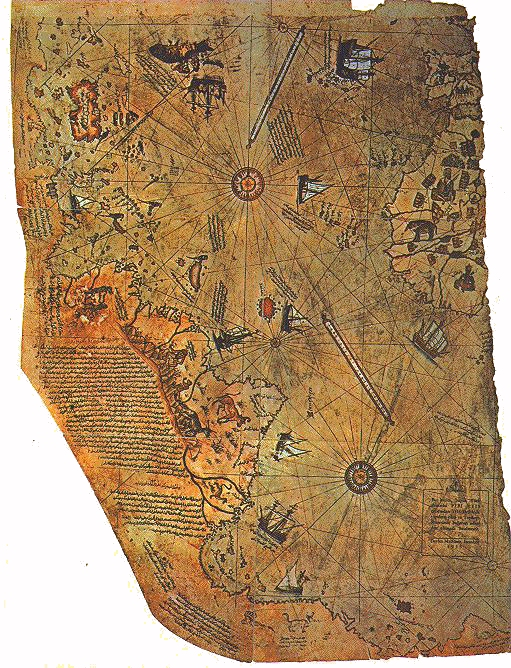
El mapa de Piri Reis

El mapa de Piri Reis és un famós mapa del món premodern creat al segle xvi per l'almirall i cartògraf turcootomà Piri Reis. El mapa mostra part de les costes occidentals d'Europa i nord d'Àfrica amb una notable exactitud, la costa del Brasil és també recognoscible. Diverses illes atlàntiques, incloses les Açores i les Canàries, apareixen també representades, així com la mítica illa d'Antillia. El mapa és digne de menció per la representació d'una massa de terra austral, que molts van prendre com a evidència d'una antiga consciència de l'existència de l'Antàrtida.

## Mapa del món de Diego Ribero, 1529

Mapa del món de Diego Ribero, 1529

El treball principal de Ribero va ser el padró reial de 1527. N'hi ha 6 còpies atribuïdes a Ribero, les quals s'exhibeixen a la Gran Biblioteca Ducal de Weimar (Mundus Novus de 1527) i a la Biblioteca Vaticana, al Vaticà (Mapa Propaganda); és el primer mapamundi basat en observacions empíriques de latitud. És del tot influït per la informació recollida durant el viatge de Magalhaes i Juan Sebastián Elcano.

## Planisferi de Teixeira (1573)

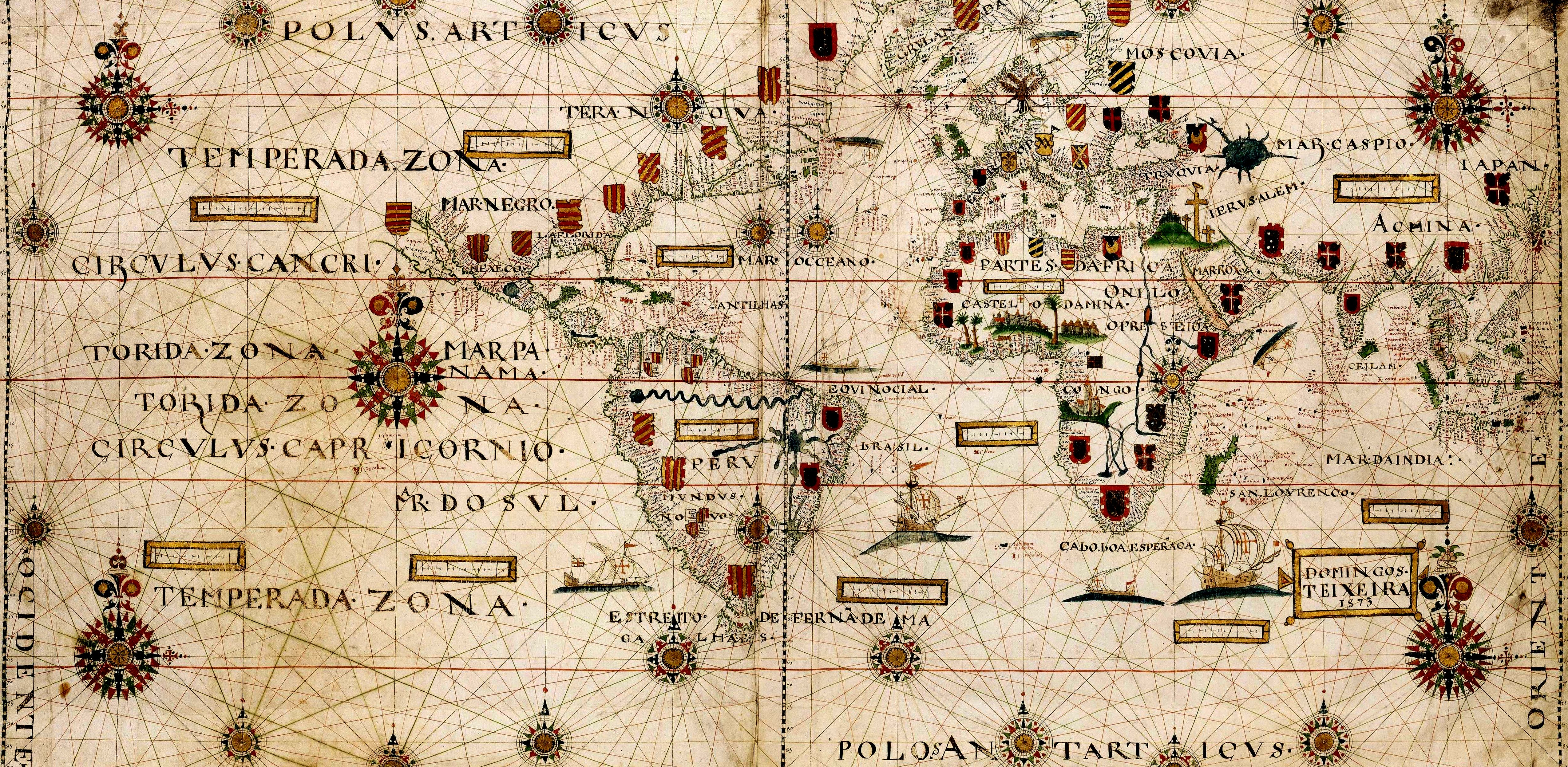
Mapa de Teixeira, 1573

El mapa de Teixeira (1573) mostra els descobriments espanyols i portuguesos d'Orient i Occident. Rep el nom de Domingos Teixeira,cartògraf portuguès dels segles XVI-XVII.